# Stelling van Heine-Borel
In de wiskundige analyse, maar ook in de topologie van de metrische ruimten geeft de stelling van Heine-Borel, genoemd naar Eduard Heine en Émile Borel, een verband aan tussen compacte verzamelingen en de eigenschap van bepaalde verzamelingen om gesloten en begrensd te zijn
Voor een deelverzameling {\displaystyle S} van de Euclidische ruimte {\displaystyle \mathbb {R} ^{p}} zijn de onderstaande twee uitspraken equivalent:
- {\displaystyle S} is gesloten en begrensd
- elke open dekking van {\displaystyle S} heeft een eindige deeloverdekking, dat wil zeggen dat {\displaystyle S} compact is.

In de context van de reële analyse, wordt de eerste eigenschap soms gebruikt als een definiërende eigenschap van compactheid. De twee definities houden echter op equivalent te zijn als we deelverzamelingen van meer algemene metrische ruimten beschouwen in het meer algemene geval wordt alleen de laatste eigenschap gebruikt om compactheid te definiëren. In feite luidt de stelling van Heine-Borel voor willekeurige metrische ruimten als volgt:
Een deelverzameling van de metrische ruimte is dan en slechts dan compact als deze deelverzameling compleet en totaal begrensd is.

## Geschiedenis
De geschiedenis van wat nu de stelling van Heine-Borel wordt genoemd begint in de 19e eeuw, met het zoeken naar een solide fundament voor de reële analyse. Centraal in de stelling was het concept van uniforme continuïteit en de stelling beweert dat elke continue functie op een gesloten interval uniform continu is. Johann Dirichlet was de eerste die dit bewees. Impliciet gebruikte hij in zijn bewijs het bestaan van een eindige deeloverdekking van een gegeven open overdekking van een gesloten interval'. Hij gebruikte dit bewijs in zijn colleges uit 1862, die pas in 1904 werden gepubliceerd. Later gebruikten Eduard Heine, Karl Weierstrass en Salvatore Pincherle soortgelijke technieken. Émile Borel was in 1895 de eerste die wat nu de stelling van Heine-Borel wordt genoemd exact formuleerde en ook bewees. Zijn formulering beperkte zich tot aftelbare verzamelingen. Henri Lebesgue (1898) en Schoenflies (1900) veralgemeenden dit resultaat naar willekeurige overdekkingen.

## Te bewijzen
Beschouw {\displaystyle \mathbb {R} ^{n}} met de gewone metriek. Stel {\displaystyle E\subseteq \mathbb {R} ^{p}}. Dan is {\displaystyle E} compact als en slechts als {\displaystyle E} gesloten en begrensd is.

## Bewijs
Het bewijs bestaat logischerwijs uit twee delen: eerst nemen we aan dat {\displaystyle E} compact is, en bewijzen we dat {\displaystyle E} dan gesloten en begrensd is. Vervolgens bewijzen we de stelling in de andere richting.
Stel dus eerst dat {\displaystyle E} compact is. We gaan aannemen dat {\displaystyle E} niet begrensd zou zijn, om zo tot een tegenspraak te komen. Bekijk nu de familie {\displaystyle F} gedefinieerd door 
{\displaystyle F=\{B(0,r)|r>0\}}.
Dan is {\displaystyle F} een open deeloverdekking van {\displaystyle E}. De unie van eindig veel elementen uit {\displaystyle F} is van de vorm 
{\displaystyle B(0,r)} met {\displaystyle r>0}.
Precies omdat {\displaystyle E} niet begrensd is kan {\displaystyle F} dus geen eindige deeloverdekking hebben.
Anderzijds, stel dat {\displaystyle E\subseteq \mathbb {R} ^{p}} en {\displaystyle E} niet gesloten is. Dan bestaat er een {\displaystyle a\in E^{c}} zo, dat elke open bol rond {\displaystyle a} punten met {\displaystyle E} gemeen heeft. Definieer nu een familie {\displaystyle F} door 
{\displaystyle F=\{{\overline {B(a,\delta )}}^{c}|\delta >0\}}.
De vereniging van alle elementen uit {\displaystyle F} is duidelijk gelijk aan {\displaystyle \mathbb {R} ^{p}\setminus \{a\}} en {\displaystyle E} is daar een deel van omdat {\displaystyle a\in E^{c}}.
De vereniging van eindig veel elementen uit {\displaystyle F} is van de vorm 
{\displaystyle {\overline {B(a,\delta )}}^{c}}
voor een zekere {\displaystyle \delta >0}. Als nu 
{\displaystyle E\subseteq B(a,\delta )^{c}}, geldt dat
{\displaystyle E\cap B(a,\delta )=\varnothing },
en dat is onmogelijk! Immers, bij veronderstelling dat elke open bol, dus zeker ook elke gesloten bol, punten gemeen heeft met {\displaystyle E}. Er bestaat dus geen eindige deeloverdekking.
Het is nuttig op te merken dat dit deel van de stelling in een willekeurige metrische ruimte geldt.
Stel nu dat {\displaystyle E} gesloten en begrensd is. Stel dat {\displaystyle F} een open overdekking van {\displaystyle E} is. Onderstel dan dat eindig veel elementen van {\displaystyle F} nooit voldoende zijn om {\displaystyle E} te overdekken. We proberen nu om te komen tot een tegenspraak. Merk dat {\displaystyle E} zeker niet leeg is!
Omdat {\displaystyle E} begrensd is, bestaat er een {\displaystyle p}-dimensionale gesloten kubus {\displaystyle K_{0}} die {\displaystyle E} volledig omvat. Noteer met {\displaystyle d} de lengte van de ribbe van deze kubus. Verdeel de kubus dan in {\displaystyle 2^{p}} gelijke gesloten kubussen met ribbe {\displaystyle {\tfrac {d}{2}}} door elke ribbe precies in twee te verdelen. De doorsnede van {\displaystyle E} met elk van deze kleinere kubussen is dan telkens een gesloten deelverzameling van {\displaystyle E}. Minstens een van de niet-lege delen van {\displaystyle E} kan niet overdekt worden door eindig veel elementen van {\displaystyle F}. Stel dat {\displaystyle E_{1}} zo een deel is, noteer dan de bijbehorende kubus met {\displaystyle K_{1}}.
Als we deze procedure herhalen, dan bekomen we een rij {\displaystyle \left(E_{n}\right)} van niet-lege gesloten verzamelingen zodat {\displaystyle E=E_{0}} en zo dat {\displaystyle E_{n+1}\subseteq E_{n}} voor elke {\displaystyle n}. Bovendien krijgen we ook een rij {\displaystyle \left(K_{n}\right)} van gesloten kubussen zo dat {\displaystyle E_{n}\subseteq K_{n}} voor elke n en zo dat elke {\displaystyle K_{n}} een ribbe heeft met lengte {\displaystyle {\tfrac {d}{2^{n}}}}. We hebben dan de eigenschap dat geen enkele verzameling {\displaystyle E_{n}} overdekt kan worden door eindig veel elementen uit {\displaystyle F}.
Kies nu voor elke {\displaystyle n} een element {\displaystyle x_{n}\in E_{n}}. Stel {\displaystyle n_{0}\in \mathbb {N} }. Als {\displaystyle n,m>n_{0}}, geldt dat 
{\displaystyle x_{n}\in E_{n}\subseteq E_{n_{0}}\subseteq K_{n_{0}}}
en analoog dat 
{\displaystyle x_{m}\in K_{n_{0}}}.
Er volgt dan dat 
{\displaystyle \|x_{n}-x_{m}\|^{2}\geq p\left({d}/{2^{n_{0}}}\right)^{2}}
De rij {\displaystyle (x_{n})} is dus een cauchyrij in {\displaystyle \mathbb {R} ^{p}}. We weten ook dat {\displaystyle \mathbb {R} ^{p}} volledig is, dus convergeert {\displaystyle (x_{n})} met een limiet {\displaystyle x}.
Kies {\displaystyle n_{0}\in \mathbb {N} }. Voor alle {\displaystyle n_{0}\geq n} geldt dan dat {\displaystyle x_{n}\in E_{n_{0}}}.
Omdat {\displaystyle E_{n_{0}}} gesloten is, volgt dat {\displaystyle x\in E_{n_{0}}}. En omdat {\displaystyle x\in E} bestaat er een {\displaystyle A\in F} zo, dat {\displaystyle x\in F}.
Omdat {\displaystyle A} open is, bestaat er dan een {\displaystyle \delta >0} zo, dat :{\displaystyle B(x,\delta )\subseteq A}.
Kies dan {\displaystyle n} zo, dat {\displaystyle {\tfrac {d{\sqrt {p}}}{2^{n}}}<\delta }.
Omdat {\displaystyle x\in E_{n}}, vinden we dat {\displaystyle E\subseteq B(x,\delta )} ,
en dus geldt dat {\displaystyle E_{n}\subseteq A}, wat zou betekenen dat {\displaystyle E_{n}} overdekt wordt door één element van {\displaystyle F}. Dit is de tegenspraak waarmee het bewijs volledig is.